# 瑶山谷精草
瑶山谷精草（学名：Eriocaulon yaoshanense）为谷精草科谷精草属下的一个种。

## 扩展阅读
- 維基物種上的相關：瑶山谷精草